# Oleksandr Lavrynovytch
Oleksandr Lavrynovitch (en ukrainien : Олександр Володимирович Лавринович), né le 28 juin 1956 à Ovroutch est un avocat , ministre de la Justice, membre de la Cour suprême de Justice et président de la Rada ukrainien.

## Formation
Il a fait des études de droit à l'université Taras Chevtchenko.

## Parcours politique
Il fut l'un des dirigeants du Mouvement populaire d'Ukraine de 1989 à 1998. Fut un membre de la Commission électorale centrale d'Ukraine de 1990 à 1994.
Il fut ministre de la justice du gouvernement Azarov I, gouvernement Azarov II, Gouvernement Ianoukovytch I, Gouvernement Ianoukovytch II et du Gouvernement Kinakh.
Il fut président de la Rada du 13 novembre 2008 au 10 décembre 2008 où li fut élu pour les 2e, 3e, 6e et 7e cessions.